# Proprioseiopsis bulga
Proprioseiopsis bulga är en spindeldjursart som beskrevs av Chaudhri, Akbar och Rasool 1979. Proprioseiopsis bulga ingår i släktet Proprioseiopsis och familjen Phytoseiidae. Inga underarter finns listade i Catalogue of Life.